# Ayoub Oufkir
Ayoub Oufkir (* 4. Januar 2006 in Rotterdam) ist ein niederländischer Fußballspieler. Er spielt seit seiner Kindheit bei Sparta Rotterdam.

## Karriere im Vereinsfußball
Ayoub Oufkir wurde in Rotterdam geboren und trat im Alter von vier Jahren dem Amateurverein Betrokken Spartaan an, ehe er mit sieben Jahren in die Jugendabteilung von Sparta Rotterdam wechselte. Am 17. August 2024 gab er im Alter von 18 Jahren im Auswärtsspiel beim FC Twente sein Profidebüt in der Eredivisie und bereitete in der ersten Minute der Nachspielzeit den Treffer zum 1:1-Ausgleich – sowie zum Endstand – vor. Am 31. Oktober 2024 gelang Oufkir im Spiel im KNVB-Beker beim Viertligisten USV Hercules, welches Sparta mit 6:1 n. V. gewann, mit dem Treffer in der 103. Minute zum 4:1 sein erstes Pflichtspieltor für die Profis.

## Nationalmannschaft
Ayoub Oufkir gab am 6. September 2024 beim 3:0-Sieg im Testspiel in San Pedro del Pinatar (Spanien) gegen Aserbaidschan sein Debüt für die U19 der Niederlande. Mit seiner Mannschaft konnte er sich für die Europameisterschaft 2025 in Rumänien qualifizieren und bei diesem Turnier gehörte er auch zum Kader. Oufkir kam in allen Spielen zum Einsatz und gewann mit seinem Team am Ende durch einen 1:0-Finalsieg gegen Spanien den Titel. Dabei schoss er im Auftaktspiel in der Gruppenphase gegen Deutschland, welches die Niederländer mit 3:0 gewannen, zwei Tore.